# إيرنجي
إيرنجي هي قرية في مقاطعة نير، إيران. يقدر عدد سكانها بـ 288 نسمة بحسب إحصاء 2016.